# Exochus grandis
Exochus grandis là một loài tò vò trong họ Ichneumonidae.